# Andreas Wellinger
Andreas Wellinger (Traunstein, 28 agosto 1995) è un saltatore con gli sci tedesco, campione olimpico nella gara a squadre a Soči 2014 e nel trampolino normale a Pyeongchang 2018.

## Biografia

### Stagioni 2012-2015
Wellinger, originario di Weißbach an der Alpenstraße di Schneizlreuth, nel gennaio del 2012 ha partecipato ai I Giochi olimpici giovanili invernali di Innsbruck 2012, conquistando la medaglia d'oro nella competizione a squadre mista assieme ai compagni di squadra Katharina Althaus e Tom Lubitz. In Coppa del Mondo ha esordito il 24 novembre 2012 a Lillehammer (5°) e ha ottenuto la prima vittoria, nonché primo podio, il 30 novembre successivo a Kuusamo.
Nel 2014 ha partecipato ai XXII Giochi olimpici invernali di Soči 2014 (6º nel trampolino normale, 45º nel trampolino lungo, 1º nella gara a squadre) e ai Mondiali di volo di Harrachov (13º nell'individuale), mentre l'anno dopo ha debuttato ai Campionati mondiali: a Falun 2015 si è classificato 11º nel trampolino normale.

### Stagioni 2016-2025
Nel 2016 ha preso parte ai Mondiali di volo di Tauplitz, vincendo la medaglia d'argento nella gara a squadre; l'anno dopo, ai Mondiali di Lahti 2017, ha vinto la medaglia d'oro nella gara a squadre mista dal trampolino normale, quella d'argento nel trampolino normale e nel trampolino lungo e si è classificato 4º nella gara a squadre dal trampolino lungo.
Ai Mondiali di volo di Oberstdorf 2018 è stato 7º nella gara individuale e 4º in quella a squadre; ai successivi XXIII Giochi olimpici invernali di Pyeongchang 2018 ha vinto la medaglia d'oro nel trampolino normale e quella d'argento nel trampolino lungo e nella gara a squadre. L'anno successivo ai Mondiali di Seefeld in Tirol è stato 32º nel trampolino lungo; ai Mondiali di volo di Vikersund 2022 ha vinto la medaglia d'argento nella gara a squadre e si è piazzato 14º in quella individuale e ai Mondiali di Planica 2023 ha vinto la medaglia d'oro nella gara a squadre mista, quella d'argento nel trampolino normale ed è stato 13º nel trampolino lungo e 5º nella gara a squadre. Ai Mondiali di volo di Tauplitz 2024 ha vinto la medaglia d'argento nella gara individuale e quella di bronzo nella gara a squadre; ai Mondiali di Trondheim 2025 ha vinto la medaglia d'argento nel trampolino normale e si è classificato 8º nel trampolino lungo, 4º nella gara a squadre e 4º nella gara a squadre mista.

## Palmarès

### Olimpiadi
- 4 medaglie:
  - 2 ori (gara a squadre a Soči 2014; trampolino normale a Pyeongchang 2018)
  - 2 argenti (trampolino lungo, gara a squadre a Pyeongchang 2018)

### Mondiali
- 6 medaglie:
  - 2 ori (gara a squadre mista dal trampolino normale a Lahti 2017; gara a squadre mista a Planica 2023)
  - 4 argenti (trampolino normale, trampolino lungo a Lahti 2017; trampolino normale a Planica 2023; trampolino normale a Trondheim 2025)

### Mondiali di volo
- 4 medaglie:
  - 3 argenti (gara a squadre a Tauplitz 2016; gara a squadre a Vikersund 2022; individuale a Tauplitz 2024)
  - 1 bronzo (gara a squadre a Tauplitz 2024)

### Olimpiadi giovanili
- 1 medaglia:
  - 1 oro (gara a squadre mista a Innsbruck 2012)

### Mondiali juniores
- 3 medaglie:
  - 2 argenti (trampolino normale, gara a squadre a Almaty 2015)
  - 1 bronzo (gara a squadre a Liberec 2013)

### Coppa del Mondo
- Miglior piazzamento in classifica generale: 3º nel 2024
- 75 podi (43 individuali, 32 a squadre):
  - 19 vittorie (9 individuali, 10 a squadre)
  - 33 secondi posti (20 individuali, 13 a squadre)
  - 23 terzi posti (14 individuali, 9 a squadre)

#### Coppa del Mondo - vittorie
| Data             | Località         | Nazione     | Trampolino                                                                       |
| ---------------- | ---------------- | ----------- | -------------------------------------------------------------------------------- |
| 30 novembre 2012 | Kuusamo          | Finlandia   | Rukatunturi HS142 (con Michael Neumayer, Richard Freitag e Severin Freund)       |
| 16 gennaio 2014  | Wisła            | Polonia     | Malinka HS134                                                                    |
| 22 novembre 2014 | Klingenthal      | Germania    | Vogtland Arena HS140 (con Markus Eisenbichler, Richard Freitag e Severin Freund) |
| 21 novembre 2015 | Klingenthal      | Germania    | Vogtland Arena HS140 (con Andreas Wank, Richard Freitag e Severin Freund)        |
| 9 gennaio 2016   | Willingen        | Germania    | Mühlenkopf HS145 (con Andreas Wank, Richard Freitag e Severin Freund)            |
| 21 gennaio 2017  | Zakopane         | Polonia     | Wielka Krokiew HS134 (con Markus Eisenbichler, Stephan Leyhe e Richard Freitag)  |
| 29 gennaio 2017  | Willingen        | Germania    | Mühlenkopf HS145                                                                 |
| 3 dicembre 2017  | Nižnij Tagil     | Russia      | Aist HS134                                                                       |
| 3 marzo 2018     | Lahti            | Finlandia   | Salpausselkä HS130 (con Karl Geiger, Markus Eisenbichler e Richard Freitag)      |
| 11 febbraio 2023 | Lake Placid      | Stati Uniti | MacKenzie HS128                                                                  |
| 18 febbraio 2023 | Râșnov           | Romania     | Valea Cărbunării HS97                                                            |
| 19 febbraio 2023 | Râșnov           | Romania     | Valea Cărbunării HS97 (con Karl Geiger)                                          |
| 29 dicembre 2023 | Oberstdorf       | Germania    | Schattenberg HS137                                                               |
| 4 febbraio 2024  | Willingen        | Germania    | Mühlenkopf HS147                                                                 |
| 22 novembre 2024 | Lillehammer      | Norvegia    | Lysgårdsbakken HS140 (con Selina Freitag, Katharina Althaus e Pius Paschke)      |
| 1º dicembre 2024 | Kuusamo          | Finlandia   | Rukatunturi HS142                                                                |
| 13 dicembre 2024 | Titisee-Neustadt | Germania    | Hochfirst HS142 (con Pius Paschke)                                               |
| 8 febbraio 2025  | Lake Placid      | Stati Uniti | MacKenzie HS128 (con Agnes Reisch, Philipp Raimund e Selina Freitag)             |
| 15 marzo 2025    | Vikersund        | Norvegia    | Vikersundbakken HS240                                                            |

#### Torneo dei quattro trampolini
- 4 podi di tappa[2]:
  - 1 vittoria
  - 3 terzi posti

#### Summer Grand Prix
- Vincitore della classifica generale nel 2013